# Johan Olof Sundvallson
Johan Olof Sundvallson, född 27 februari 1817 i Sundborns församling, Kopparbergs län, död 12 juli 1874 i Uppsala församling, var en svensk boktryckare, handelsman och politiker. Han var riksdagsman för borgarståndet i Uppsala vid ståndsriksdagarna 1859/60, 1862/63 och 1865/66.